# غو تشنغ ليانغ
غو تشنغ ليانغ (بالإنجليزية: Goh Cheng Liang) هو شخصية أعمال سنغافوري، ولد في 1927 في سنغافورة.